# Eustroma aerosa
Eustroma aerosa là một loài bướm đêm trong họ Geometridae.